# Shiliwang
Shiliwang (kinesiska: 十里望回族乡, 十里望) är en socken i Kina. Den ligger i provinsen Shandong, i den östra delen av landet, omkring 49 kilometer nordväst om provinshuvudstaden Jinan.
Genomsnittlig årsnederbörd är 818 millimeter. Den regnigaste månaden är juli, med i genomsnitt 297 mm nederbörd, och den torraste är januari, med 5 mm nederbörd.